# Justicia wynaadensis
Justicia wynaadensis är en akantusväxtart som först beskrevs av Christian Gottfried Daniel Nees von Esenbeck, och fick sitt nu gällande namn av Heyne. Justicia wynaadensis ingår i släktet Justicia och familjen akantusväxter. Inga underarter finns listade i Catalogue of Life.